# José Luis Pérez Valencia
Pour les articles homonymes, voir José Luis Pérez et Valencia.
José Luis Pérez Valencia est un lutteur libre mexicain.

## Carrière
Médaillé de bronze aux Jeux d'Amérique centrale et des Caraïbes de 1946 à Barranquilla en moins de 68 kg,  José Luis Pérez Valencia dispute les Jeux olympiques d'été de 1948 à Londres, affrontant notamment Hermann Baumann en moins de 67 kg ; il est éliminé dès le premier tour. Il remporte aux Jeux panaméricains de 1951 à Buenos Aires la médaille de bronze des moins de 70 kg.